# Писемність мікмак
Писемність мікмак — піктографічна система письма, яка використовувалася до XIX століття індіанцями мікмак, які проживають на сході Канади і США. На відміну від більш розвинених ієрогліфічних писемностей, писемність мікмак складалася лише з логографично-мнемонічних елементів (тобто знаки передавали навіть не повноцінну фразу, а її ключові терміни, які дозволяли «згадати» текст за умови розуміння контексту).

## Походження
За твердженням французького католицького місіонера Кретьєна Ле Клерка, який працював на півострові Гаспе з 1675 року, деякі діти племені мікмак писали на бересті — іноді це робилося шляхом тиснення символів зігнутої відповідним чином голкою голкошерста. Ле Клерк використовував ці знаки для запису молитов і в педагогічних цілях, вводячи в разі необхідності нові символи. Його варіант писемності отримав популярність серед індіанців мікмак і використовувався ними до XIX століття. На сьогоднішній день немає історичних або археологічних доказів використання писемності до прибуття Ле Клерка і невідомо, наскільки давніми була ці мнемонічні символи. Зв'язок цієї писемності з петрогліфами мікмак також залишається нез'ясованим.
Наразі для мови мікмак розроблено ряд писемностей на основі латиниці.

## Питання класифікації
Серед учених немає єдиної думки, чи були логограми мікмаков до їхньої адаптації Ле Клерком повноцінної писемністю або тільки мнемоническим інструментом (чи, можливо, Леклерк сам винайшов писемність). Ів Гоббар і Вільям Фитцхаг з факультету антропології Смітсонівського інституту дійшли в 1978 році до висновку, що система була виключно мнемонічною, оскільки не могла використовуватися для запису нових слів і понять. Шмідт і Маршалл у 1995 році заперечили, що вона була повністю функціональною писемністю і не обмежувалася тільки мнемонічними функціями. В такому випадку, піктографія мікмаков була б найстарішою американської писемністю на північ від Мексики.